# Мечеть Худабенде
Мечеть Худабенде (перс. مسجد خدابنده‎, арм. Մուհամեդ Խուդաբենդեի մզկիթ) — шиитская мечеть в Ереване, построенная шахом Мухаммадом Худабенде (1578—1587), отцом шаха Аббаса I.

## Описание
Археолог Иса Азимбеев писал, что во время работ в Сардарской мечети к нему подошёл старик, который рассказал, эта мечеть была построена в годы шаха Худабенде и старше Сардарской мечети.
Мечеть была 9 метров в длину, 6 метров в ширину и 12 метров в высоту. Имела невысокий михраб, надпись над входной дверью мечети, сложенной из обожжённого красного кирпича, в алфавитном порядке показывает дату её реконструкции, также был невысокий минарет. На входной двери мечети, отремонтированной позже шахом Солейманом Сефи в 1685 году (1099 год по хиджре), была помещена строительная надпись на фарси.
Ерванд Шахазиз, ссылаясь на археолога Прасковью Уварову, пишет, что перед Сардарской мечетью находилась полуразрушенная летняя мечеть под открытым небом, построенная фасадом на север. В его боковых частях сохранились следы монолитов.
Во времена СССР в полуразрушенном здании мечети располагался магазин.